# Le Luc
Le Luc är en kommun i departementet Var i regionen Provence-Alpes-Côte d'Azur i sydöstra Frankrike. Kommunen ligger i kantonen Le Luc som tillhör arrondissementet Draguignan. År 2022 hade Le Luc 11 124 invånare.

## Befolkningsutveckling
Antalet invånare i kommunen Le Luc
| Referens: INSEE |